# Herbie sbarca in Messico
Herbie sbarca in Messico è un film del 1980 diretto da Vincent McEveety e prodotto della Walt Disney Pictures.
Il film è il 4º episodio della saga Disney di grande successo con protagonista Herbie, il famoso Maggiolino.

## Trama
A Puerto Vallarta, Messico, due giovani uomini, Pete Stanczek e Davy Johns stanno cercando un meccanico per prendere la macchina da corsa che lo zio di Pete, ossia Jim Douglas, gli ha regalato. Per strada incontrano Paco, un ragazzino orfano che dà loro delle indicazioni e, di nascosto, ruba il portafoglio di Davy. Arrivati dal meccanico, Davy e Pete scoprono che la macchina è Herbie, ma si accorgono di non avere il portafoglio con sé e decidono di cercare Paco.
Intanto tre uomini, Quinn, Shepard e Prindle, sono alla ricerca di antichi manufatti precolombiani e oro nascosti nella giungla e che vorrebbero vendere, le cui immagini sono all'interno di un microfilm che i tre nascondono nel portafoglio, ma Paco deruba anche loro, e per errore inserisce il film nell'altro portafoglio.
Dopo un po', Davy e Pete riescono a riprendersi il portafoglio pagando così la macchina, e Paco, per fuggire dagli altri tre uomini, si nasconde nel cofano di Herbie. Davy e Pete prendono un traghetto per iscrivere la macchina al Gran Premio del Brasile. Sulla nave conoscono tre nuovi personaggi: la Zia Louise, una donna simpatica e semplice; Melissa, nipote di Louise, semplice e molto seria, e sempre attenta per la sua tesi di laurea; il comandante Blythe, capitano della nave, molto severo e pignolo.
Herbie viene messo in un reparto dove lavora un meccanico di terza classe, Armando Moccia, al quale Paco, nascosto dentro la macchina, ruba la cena. Herbie scappa e Armando chiama la sicurezza per catturare la macchina, che durante la sua fuga causa molti danni. Alla fine, la macchina viene finalmente bloccata e Paco viene messo in una cella per essere riportato nel suo paese natale; la macchina invece viene sequestrata dal comandante Blythe e infine buttata in mare.
Al primo scalo della nave, Paco viene ritrovato da Quinn e Prindle, che lo vogliono catturare per riprendersi la pellicola, ma Paco riesce di nuovo a scappare.
Paco arriva sulla spiaggia dove ritrova e salva Herbie.
Il bambino trasforma il Maggiolino in un taxi, per guadagnare dei soldi e non rubare più a nessuno, ma ad un tratto Herbie viene incastrato da Prindle e Quinn, che chiedono al bambino di restituire il microfilm, oppure Quinn farà a pezzi Herbie; Paco però confessa che il microfilm è finito nel portafoglio di Davy, e promette di recuperarlo.
Paco va allora da Pete e Davy, fingendo di scusarsi per i tanti guai che aveva procurato loro, ma in realtà rubando di nuovo il portafoglio di Davy. Paco decide però di non ridare il microfilm a Prindle e a Quinn, e mentre scappa, zia Louise e il comandante Blythe salgono casualmente a bordo del Maggiolino, scambiandolo per un taxi.
Allora i tre si nascondono nella locale Plaza de Toros, dove affrontano e sconfiggono un toro. In seguito, Paco scappa lasciando zia Louise e il comandante Blythe nell'arena che vengono recuperati da Davy, Pete e Melissa, i quali stanno inseguendo Herbie con un vecchio autobus.
Paco viene rapito da Prindle e Quinn che lo portano con loro nell'aereo di Shepard per riprendersi finalmente il microfilm.
Herbie, rimasto da solo, va da Pete, Davy, la zia Louise, il comandante Blythe e Melissa e li accompagna da Paco, che intanto è arrivato in una giungla con Quinn, Shepard e Prindle per prendere dell'oro inca. Paco viene abbandonato dai tre nella giungla che scappano con l'oro, che Herbie riesce tuttavia a recuperare.
Il giorno seguente, i tre rubano nuovamente l'oro e tentano una fuga a bordo di un piccolo aereo; Herbie e Paco, però, li inseguono e riescono a farli arrestare.
Herbie, Paco, Davy, Pete, Melissa, il comandante Blythe e la zia Louise tornano sulla nave in cui fanno un brindisi augurandosi la vittoria nel Gran Premio del Brasile.

## Controversie
Questo film è anche tristemente noto per essere stata la causa per cui la guardia di un istituto radiologico abbandonato nello stato di Goìas (Brasile) chiese un permesso per malattia dal lavoro, volendolo vedere al cinema con la famiglia. Questa negligenza consentì il furto e la successiva dispersione di una sorgente radioterapica di Cesio-137: questo fatto è passato alla storia come l'incidente di Goiâna.

## Distribuzione
Il film è uscito nelle sale italiane il 7 aprile 1982.